# UFC 76
UFC 76: Knockout foi um evento de artes marciais mistas promovido pelo Ultimate Fighting Championship, ocorrido em 22 de setembro de 2007 no Honda Center em Anaheim, California. A luta principal foi entre Chuck Lidell e Keith Jardine

## Bônus da Noite
- Luta da Noite:  Tyson Griffin vs.  Thiago Tavares
- Nocaute da Noite: Não houve lutas terminadas em nocaute no evento
- Finalização da Noite:  Forrest Griffin

## Ligações Externas
- (em inglês) Site do evento